# Vince Belnome
Vincent Michael Belnome (né le 11 mars 1988 à Coatesville (Pennsylvanie), États-Unis) est un joueur de champ intérieur des Rays de Tampa Bay de la Ligue majeure de baseball. Il évolue aux postes de premier, deuxième et troisième but.

## Carrière
Joueur des Mountaineers de l'université de Virginie-Occidentale, Vince Belnome est repêché au 28e tour de sélection par les Padres de San Diego en 2009. Il joue 4 ans en ligues mineures dans l'organisation des Padres avant d'être transféré le 13 décembre 2012 aux Rays de Tampa Bay en échange du lanceur gaucher Chris Rearick, aussi joueur des ligues mineures. 
Belnome fait ses débuts dans le baseball majeur avec les Rays de Tampa Bay le 3 juillet 2014 et sert à cette occasion de frappeur désigné.